# Bruno Candé
Bruno Candé Marques (Portugal, 18 de setembro de 1980 - Moscavide, 25 de julho de 2020) foi um ator português, da companhia de teatro Casa Conveniente. Foi assassinado a 25 de julho em Moscavide, vítima de crime de ódio racial, segundo a acusação do Ministério Público.

## Biografia
Bruno nasceu em Portugal, a 18 de setembro de 1980, filho de pais oriundos da Guiné-Bissau. Cresceu na Zona J, em Chelas, sendo educado na Casa Pia de Lisboa.
Em 2017, regressando a casa à noite de bicicleta, foi atropelado e abandonado inconsciente no chão da estrada, sendo salvo por uma chamada anónima para o Instituto Nacional de Emergência Médica, que o conseguiu reanimar. Ficou em coma e com sequelas em todo o lado esquerdo do corpo, com limitações de mobilidade evidentes, tendo-lhe sido atribuído um atestado de incapacidade.
Apesar do acidente, manteve-se ativo no teatro na produção de um livro que estava a preparar.
Em julho de 2020, vivia no Casal dos Machados, na freguesia do Parque das Nações, em Lisboa.
Era pai de três filhos, dois rapazes de cinco e seis anos e uma menina de dois.

## Carreira artística
Bruno Candé desde muito novo que queria fazer teatro. Em 1995, frequentou um curso de representação durante um ano, no Chapitô, participando em vários espetáculos, sob direção do encenador Bruno Schiappa.
Em 2010, conheceu a atriz e encenadora Mónica Calle, da companhia teatral Casa Conveniente, quando esta se encontrava ainda instalada no Cais do Sodré, numa altura em que Calle tinha um projeto com os reclusos da prisão de Vale de Judeus. Segundo Candé relatou ao Observador em 2015, foi Mário Fernandes, conhecido como Boss, um dos antigos reclusos de Vale de Judeus que trabalhava com Calle, que o apresentou à encenadora.
O primeiro espetáculo em que participou foi A Missão - Memórias de Uma Revolução, de Heiner Müller, representação que viria a ser premiada pela Sociedade Portuguesa de Autores, continuando depois a trabalhar regularmente com a Casa Conveniente.
Em 2011, participou em Macbeth, ao lado de José Raposo e Mónica Garnel. Atuou em Rifar o Meu Coração, de Mónica Calle, em 2016, em Drive In de Mónica Garnel, Atlas de João Borralho e Ana Galante, entre outras representações. Quando não trabalhava como ator, estava como assistente ou prestava apoio técnico na Casa Conveniente, tendo participado nessa condição nos espetáculos A Boa Alma e Os Sete Pecados Mortais, entre outros.
Na televisão participou na novela A Única Mulher, na TVI, fazendo regularmente castings em busca de oportunidades de trabalho.
Em 2020, além da participação em workhops na Casa Conveniente com vista à produção de novos espetáculos de Mónica Calle, trabalhava no espetáculo Escuro que te Ilumina, da Casa Conveniente, juntamente com a atriz Inês Vaz, que tinha por base a sua própria vida e o processo de recuperação do acidente sofrido em 2017. O espetáculo estava previsto voltar à cena em 2021, com uma nova força.

## Assassinato

Evaristo Marinho, homicida de Bruno Candé

Segundo testemunhos recolhidos no local pela equipa de reportagem do jornal Público, desde dias antes do assassinato, ocorrido a 25 de julho de 2020, após uma discussão motivada por Pepa, a cadela labrador de Bruno Candé, com Evaristo Marinho, vizinho do lugar, auxiliar de enfermagem reformado, de 76 anos, e que alegadamente teria combatido na guerra colonial em Angola, vinha insultando Bruno Candé com frases como "preto do caralho", "vai para a tua terra", "volta para a senzala", "vou violar a tua mãe", "fui à tua mãe e àquelas pretas todas de merda". Segundo uma testemunha, a 22 de julho, Bruno Candé não terá se resignado, respondendo aos insultos de Marinho com "você não fala mais assim da minha mãe". Marinho ameaçou-o então de morte, afirmando "tenho armas do Ultramar em casa e vou-te matar".
A 25 de julho de 2020, pelas 13h00, Bruno Candé encontrava-se sentado num banco da Avenida de Moscavide, no centro daquela localidade de Loures, e perto da sua residência, acompanhado da cadela Pepa e de um rádio, quando Marinho surgiu e disparou quatro tiros à queima-roupa. Candé não resistiu aos ferimentos, no pescoço e no peito. O assassino foi imobilizado por transeuntes que o impediram de fugir, atando-lhe as mãos com o próprio cinto, até à chegada da Polícia de Segurança Pública (PSP), chamada ao local cerca das 13h20. O óbito foi declarado no local e o homicida foi detido, tendo-lhe sido apreendida a arma de fogo. Em Lisboa, após receber cuidados médicos, terá sido encaminhado para a ala F da prisão, onde os detidos cumprem quarentena devido à COVID-19. A 9 de agosto deverá ser transferido para a ala C, onde se encontram os reclusos mais velhos, após cumprir os 14 dias de confinamento.
Apesar de Luís Santos, comissário do Comando Metropolitano de Lisboa da PSP ter afirmado que todas as seis testemunhas inquiridas no local, nenhuma falara de atos racistas", os testemunhos recolhidos pelo Público revelaram outro cenário. No mesmo sentido, Polícia Judiciária admitiu que o crime poderá ter tido motivações racistas. Em janeiro de 2021, o Ministério Público formalizou a acusação de homicídio premeditado e concretizado friamente, derivado tanto do motivo fútil - a discussão por causa do ladrar da cadela - como do ódio racial.
Apesar do assassino não se ter mostrado arrependido do crime, afirmando publicamente ao ser admitido na prisão, em Lisboa, que "em Angola, matei vários como este", Evaristo negou às autoridades ter cometido o crime por motivos racistas, afirmando ter querido vingar-se de um suposto empurrão que teria sofrido dias antes, parte de um conflito já antigo que mantinha com a vítima, por causa da cadela Pepa.
A arma usada no crime não era do Ultramar, mas sim uma antiga arma policial, roubada à PSP na década de 1990.
Marinho foi constituído arguido, encontrando-se em prisão preventiva, indicado por homicídio qualificado e posse de arma ilegal.

## Reações e Ações Judiciais
A ministra da cultura, Graça Fonseca, lamentou o "brutal homicídio" de Candé.
O historiador Rui Tavares, e a líder do Bloco de Esquerda, Catarina Martins, entre outras figuras públicas, pronunciaram-se publicamente pedindo justiça para o crime.
A embaixada da Guiné-Bissau repudiou o assassínio do ator português, manifestando a sua confiança na justiça portuguesa. A 29 de julho, o parlamento da Guiné Bissau aprovou a resolução de enviar a Lisboa uma delegação parlamentar para contactos com as autoridades portuguesas sobre o assassínio de Bruno Candé e sobre a situação da comunidade guineense.
O assassinato gerou uma onda de repúdio por todo o país. Uma manifestação em sua homenagem foi marcada para as 18 horas de 31 de julho no Largo de São Domingos, em Lisboa, participada por mais de trezentas pessoas.
A 1 de agosto, na Avenida dos Aliados, no Porto, mais de duzentas pessoas reuniram-se para homenagear Bruno Candé com um minuto de silêncio.
Foram marcadas manifestações de homenagem e protesto também para Coimbra e Braga.
A organização SOS Racismo, em nota de imprensa divulgada no Facebook no dia do crime, afirmou que "o caráter premeditado do assassinato não deixa margem para dúvidas de que se trata de um crime com motivações de ódio racial", exigindo que justiça seja feita.
Um memorial improvisado, com flores e palavras de homenagem, foi montado no banco onde Candé foi assassinado, em Moscavide.
A 6 de agosto, a cantora Luísa Sobral publicou na sua página de Instagram o tema "Habitual", composto por si em homenagem a Bruno Candé.
Em junho 2021, Evaristo Marinho foi condenado pelo Tribunal de Loures (distrito de Lisboa) por homicídio com motivação racial e condenado a 22 anos e nove meses de prisão. Marinho, de 76 anos, estava acusado do crime de homicídio qualificado de Bruno Candé, ocorrido em 25 de julho de 2020 e agravado por ódio racial, e posse de arma ilegal. 